# Salix moupinensis
Salix moupinensis là một loài thực vật có hoa trong họ Liễu. Loài này được Franch. miêu tả khoa học đầu tiên năm 1887.

## Hình ảnh

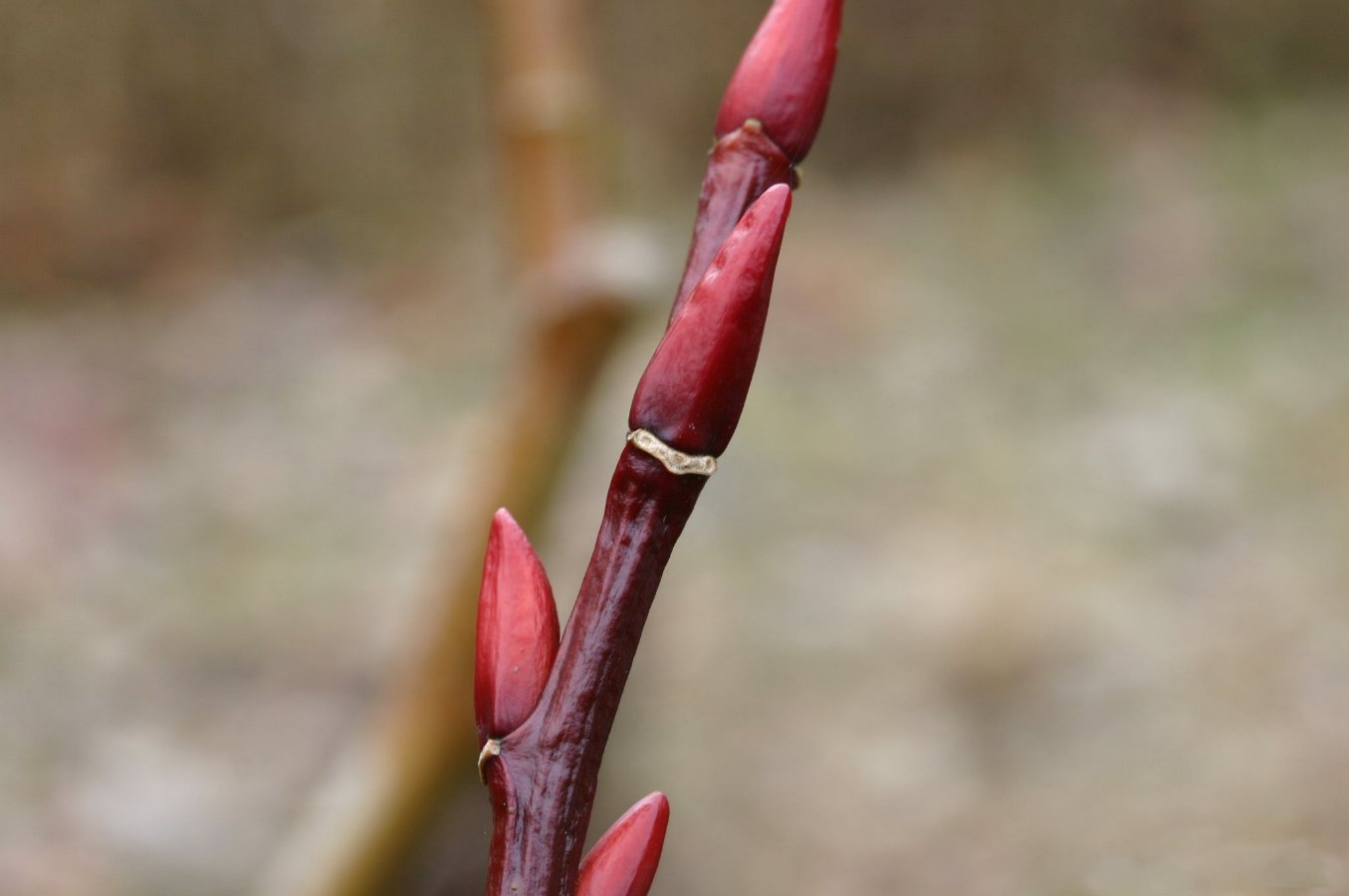
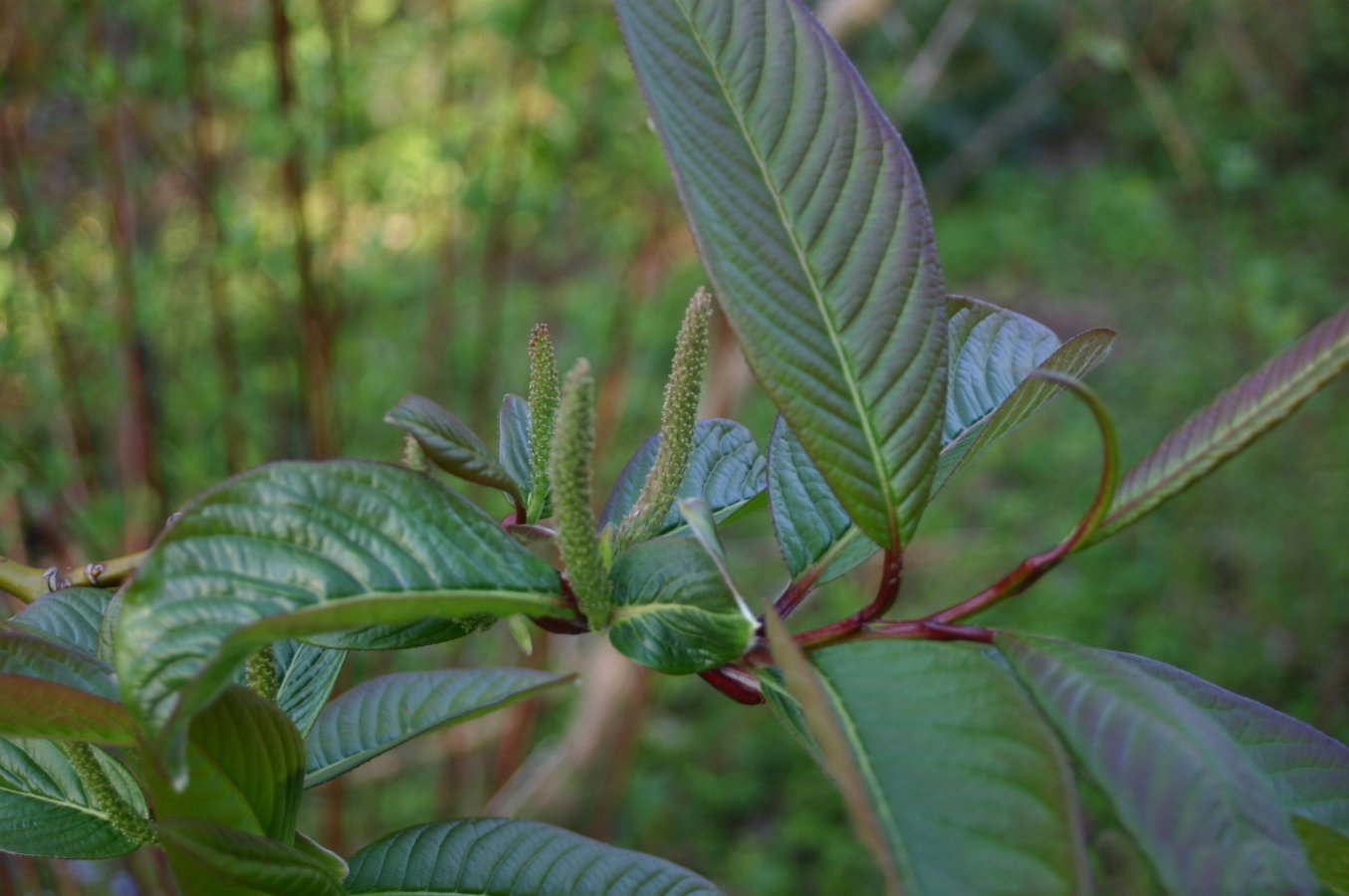
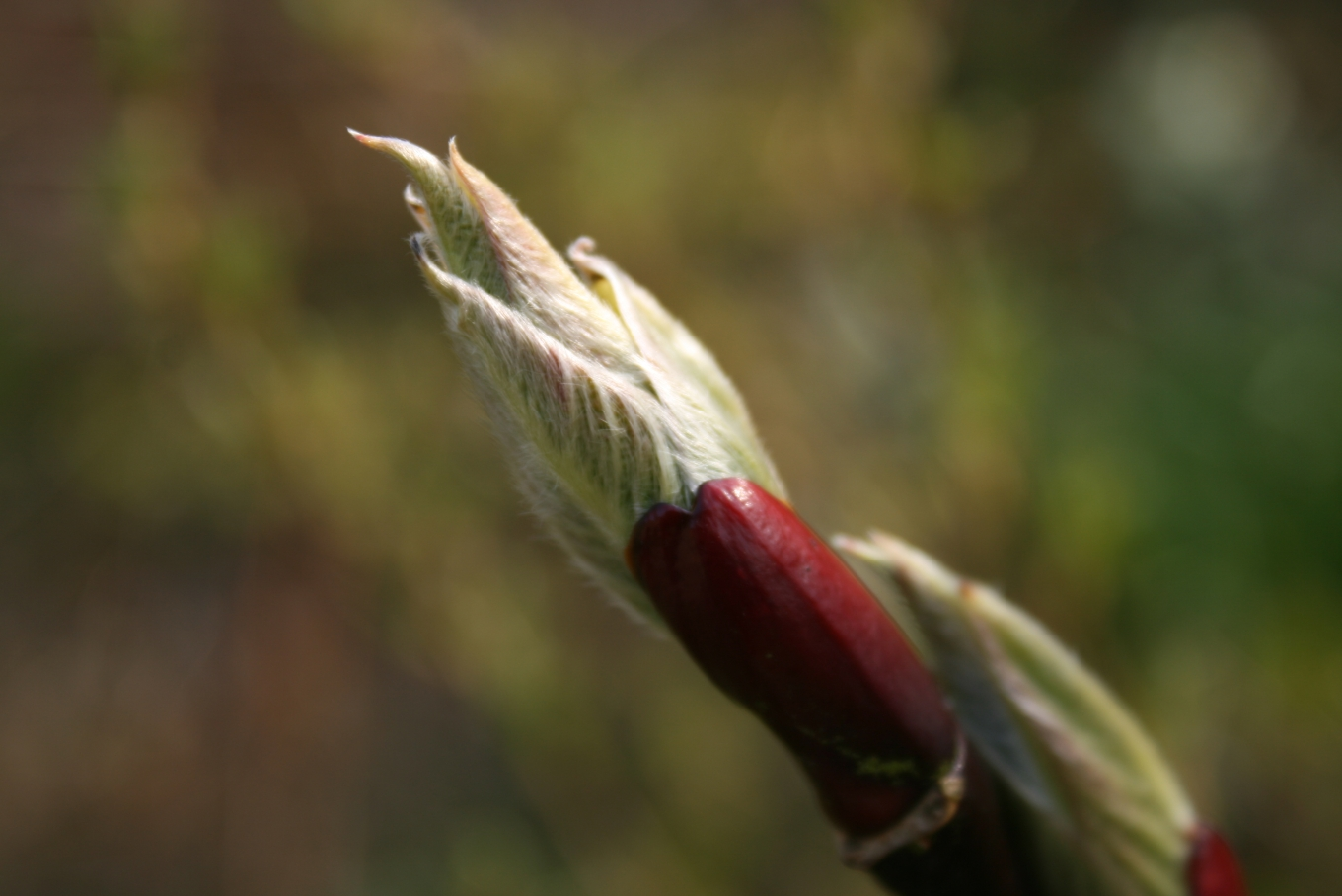
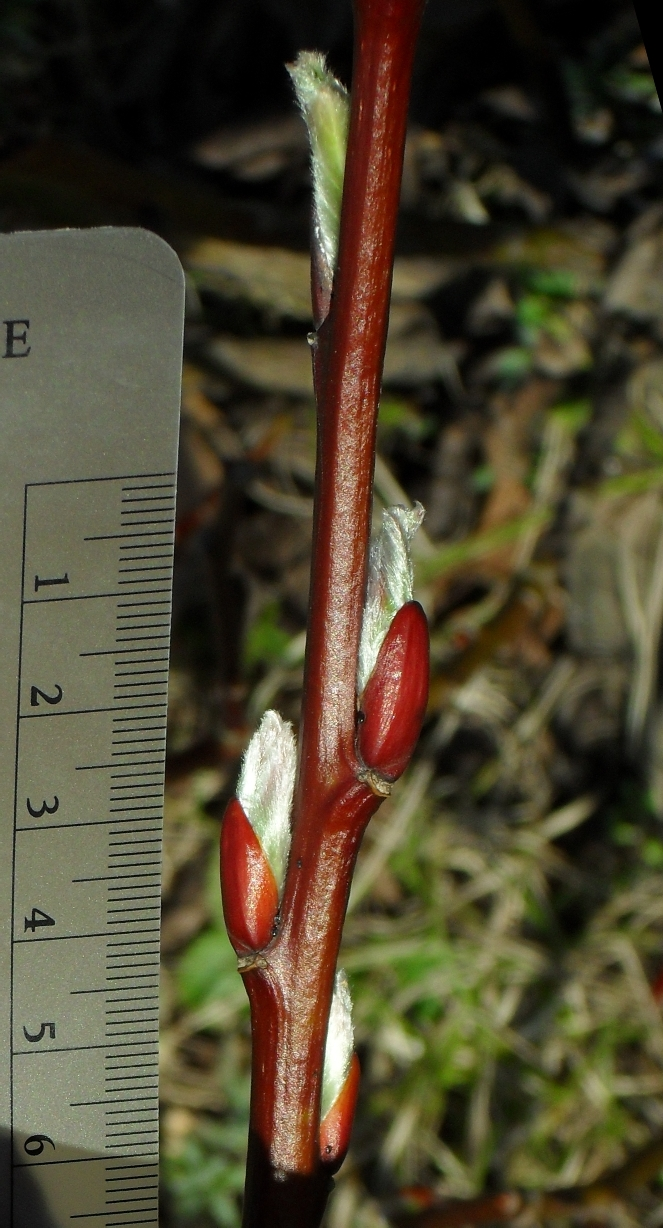